# Романов, Борис Александрович (историк)
Бори́с Алекса́ндрович Рома́нов (29 января [10 февраля] 1889, Санкт-Петербург — 18 июля 1957, Ленинград) — советский историк, профессор ЛГУ. Доктор исторических наук.

## Семья
Отец — Александр Дементьевич Романов, инженер, профессор Института инженеров путей сообщения. Знал западноевропейские и восточные (в том числе китайский) языки.
Мать — Мария Васильевна, урождённая Шатова, школьный врач.

## Образование
Окончил историко-филологический факультет Санкт-Петербургского университета в 1912 году. Доктор исторических наук (1941, тема диссертации: «Очерки дипломатической истории русско-японской войны»), профессор (1947). Принадлежал к «петербургской школе» историков, своим учителем считал А. Е. Преснякова.

## Научная и педагогическая деятельность

### Начало деятельности
В университете специализировался на истории Древней Руси. Был оставлен там для подготовки к профессорскому званию, одновременно преподавал в средних учебных заведениях, занимался написанием статей для словаря Ф. А. Брокгауза и И. А. Ефрона и «Русской энциклопедии».
В 1918—1929 годах был сотрудником Центрархива: старший архивист, заведующий экономической секцией. Под его началом были собраны фонды министерств финансов, торговли и промышленности, банков и акционерных обществ. Это определило его интерес к истории экономической политики России на Дальнем Востоке, что привело к написанию ряда статей, а затем изданию капитального труда «Россия в Маньчжурии». Пришёл к выводу, что движущей силой российской экспансии на Дальнем Востоке было министерство финансов во главе с С. Ю. Витте. Сочетал выбор актуальной темы с тщательным источниковедческим анализом, что было необычно для времени, когда в моде были идеологизированные схемы, часто плохо подкреплённые фактами. Такой подход встретил непонимание со стороны как «официозной» школы Покровского, так и традиционных представителей «петербургской школы» (последние считали, что историк не должен заниматься актуальными для того времени темами).
Одновременно в 1919—1927 годах преподавал в Петроградском (Ленинградском) университете.

### Арест, тюрьма, лагерь
13 января 1930 года был арестован по «Академическому делу», приговорён к пяти годам лишения свободы. Более года провёл в предварительном заключении, затем отбывал срок на строительстве Беломорско-Балтийского канала (1931—1933). По «зачёту рабочих дней» срок был сокращён на полтора года. При аресте у него были изъяты все собранные за годы работы научные материалы, которые потом не были ему возвращены.

### Возобновление работы
После освобождения из лагеря сотрудничал с академическими научными учреждениями на договорной основе, занимался технической работой: составлял библиографические указатели, писал карточки для древнерусского словаря. Готовил внутренние рецензии на исторические монографии, составил хрестоматию «Революция 1905 г. и западноевропейская пресса», подготовил учебное пособие по «Русской Правде».
В 1941—1944 годах работал в Институте истории материальной культуры АН СССР. В 1944—1950 годах — профессор исторического факультета ЛГУ. С 1944 года — научный сотрудник Ленинградского отделения Института истории АН СССР (ЛОИИ). Во время Великой Отечественной войны находился в эвакуации в Ташкенте. После войны выпустил три крупные работы: две капитальные монографии («Люди и нравы древней Руси» и «Очерки дипломатической истории русско-японской войны»), а также комментарии к «Русской Правде».

### «Люди и нравы древней Руси»
Книга «Люди и нравы древней Руси» — своего рода коллективный портрет людей и картины нравов домонгольской Руси. В её основе лежит скрупулёзный анализ того небольшого числа письменных источников, которые дошли до нашего времени от XI — начала XIII веков.
В 1949 году исследование Романова было подвергнуто резкой критике за «мизантропический», мрачный характер, чрезмерное внимание к сексуальным, интимным моментам. Был обвинён в том, что «объективно оказался на ложных позициях», стоящих «в прямом противоречии» с задачей воспитывать «чувство национальной гордости нашей великой Родиной, чувство советского патриотизма». В результате была отменена рекомендация экспертной комиссии о присуждении его книге «Очерки дипломатической истории русско-японской войны» Сталинской премии (и в этом труде были обнаружены «объективистские ошибки»). Романов был уволен из Ленинградского университета. Его отказались допускать к материалам Архива внешней политики России. В настоящее время книга «Люди и нравы древней Руси» считается классической.

### Последние годы
В начале 1950-х годов учёный занимался изданием Судебника 1550 года — памятника русской юридической мысли. В 1953 году Ленинградское отделение Института истории, в котором работал Романов, было ликвидировано, но историк остался работать в Отделе древних рукописей и актов. Через два года ЛОИИ было восстановлено. В последние годы жизни работал над новым, существенно расширенным изданием «Очерков дипломатической истории русско-японской войны».
Среди известных учеников Романова: Б. В. Ананьич, Р. Ш. Ганелин, Н. Е. Носов, В. М. Панеях, Р. Г. Скрынников, А. А. Фурсенко.

## Отзывы
Ученик Б .А. Романова доктор исторических наук, профессор В. М. Панеях: «Романов опережал своё время не только как профессионал-историк, но и как мыслитель, гражданин, личность. Он не страдал синдромом национальной озабоченности, не искал рецепта спасения России в религии и в прошлом, не идеализировал прошлое, не замыкался, по его словам, в рамках национального пошехонья. Ему был свойственен объективизм как средство противостояния вульгаризированной марксистско-ленинско-сталинской доктрине. Он протестовал против власти аппаратчиков в науке, против их произвола, презирал академический снобизм, боролся против гегемонизма научных школ, монополизма в науке».

## Основные труды

### Статьи
- Смердий конь и смерд: (В летописи и Русской Правде) // Известия ОРЯС. СПб, 1908. Т. XII, кн. 3.
- Витте и концессия на р. Ялу: Документальный комментарий к «Воспоминаниям» гр. С. Ю. Витте // Сборник статей по русской истории, посвящённых С. Ф. Платонову. Пг., 1922.
- Концессия на Ялу. К характеристике личной политики Николая II // Русское прошлое. Т. 1. Пг, 1923.
- «Лихунчангский фонд»: Из истории русской империалистической политики на Дальнем Востоке // Борьба классов. 1924. № 1-2.
- Изыскания о русском сельском поселении эпохи феодализма (по поводу работ Н. Н. Воронина и С. Б. Веселовского) // Вопросы экономики и классовых отношений в Русском государстве XII—ХVII вв. — М.—Л.: Изд-во АН СССР, 1960. — Вып. 2. — С. 327—476.

### Монографии
- Россия в Маньчжурии (1892—1906). Очерки по истории внешней политики самодержавия в эпоху империализма / Под ред. В. Ю. Визе и Р. Л. Самойловича. — Л.: Изд.-во Ленинградского Восточного Института имени А. С. Енукидзе, 1928.
- Очерки дипломатической истории русско-японской войны, 1895—1907. 2-е изд. М.-Л., 1955 (первое издание — 1947).
- Люди и нравы древней Руси. Л.: Издательство Ленинградского Государственного Ордена Ленина университета, 1947 (второе издание: М.-Л., 1966, с подзаголовком «Историко-бытовые очерки XI—XIII вв.»; 3-е издание: М., 2002).

### Комментарии
- Комментарии к «Русской Правде» // Правда Русская, т. 2. М.-Л., 1947.